# Mevio
Mevio est une localité du Cameroun, située dans l'arrondissement de Buéa, le département du Fako et la région du Sud-Ouest.

## Population
En 1953, Mevio comptait 326 habitants. Il comptait 326 habitants en 1968, principalement des Bakweri. Lors du recensement de 2005, on a dénombré 1448 personnes.